# Gréement Dinaël
Pour un article plus général, voir Gréement.
Dans le domaine des voiliers, le gréement dinaël (ou dinael, anagramme de Daniel) est un gréement moderne et original extrapolé d'un gréement à voile latine.

## Historique
De 1963 à 1968, Daniel de Monfreid, fis d'Henry de Monfreid, un spécialiste en aérodynamique et en calcul de structure, a travaillé sur le développement du gréement Dinaël, créant plusieurs bateaux, du dériveur de 4 mètres au trimaran de 14,50 mètres.

## Principe
Ce type de gréement est assez fortement inspiré des boutres de la Mer Rouge. L'originalité est que le mât, très incliné sur l'arrière, est monté sur équerre et rotule avec un haubanage libre.
En fait, il joue le rôle d'une antenne (grande vergue oblique) de gréement à voile latine, comportant un « genou » au niveau du point d'amure de la voile. la partie basse du « genou » est articulée sur une rotule (assez semblable à celle d'une attache de caravane automobile) portée par un tout petit mât (on parle de mâterau en jargon marin) planté à la verticale.
Le « point d'amure » revient alors sur le bord au vent, équilibrant un peu le bateau. Il permet à l'écoulement laminaire des voiles de remonter vers la haut, diminuant le couple de renversement. Il a fait l'objet d'un brevet[réf. souhaitée].
Le père de l'inventeur, l'écrivain-aventurier, trafiquant (et agent secret au service de l'Italie mussolinienne) Henry de Monfreid était un excellent marin, fin connaisseur des gréements à voile latine utilisé sur les voiliers de la mer Rouge (boutres, sambouks, zarougs). Il en connaissait les qualités (les Zarougs, bateaux des pirates Zaranigs de la côte du Yémen étaient extrêmement véloces, capables de distancer des garde côtes à moteur, en utilisant une forme primitive du trapèze, avec les matelots faisant contrepoids hors de la coque), mais il en connaissait aussi le principal défaut, la dissymétrie.
En effet, si la voile « porte » bien avec une excellente aérodynamique lorsque l'antenne est sous le vent du mât qui la soutient (amure favorable appelée A bona par les marins ligures et provençaux), elle fait une poche aérodynamiquement catastrophique au niveau du mât lorsque le bateau vire de bord (amure dite A brutta - littéralement la moche, la laide- lorsque l'antenne se retrouve au vent du mât.) 
Sauf à effectuer une fastidieuse manœuvre consistant à changer l'antenne de bord, soit en affalant et en rehissant, soit en gambeyant (basculant l'antenne à la verticale) le gréement latin souffre d'un réel handicap, que Daniel de Monfreid tenta de contourner, en supprimant quasiment tout le mât, ou du moins la partie qui interfère avec la voile lors du changement d'amure.

## Utilisation
Il tenta de lancer en série un voilier de croisière côtière équipé de ce gréement (la série était baptisée Zaroug) à la fin des années 60 et réussit à intéresser à ce gréement (réellement performant mais inabouti) le très anticonformiste navigateur solitaire et coureur océanique Joan de Kat, qui en équipa un multicoque type Prao (nommé Yo Yang) de sa conception.
Les essais menés par bonne brise en Bretagne sud avant la transat OSTAR de 1972 furent nettement décevants : les efforts énormes en torsion et en compression sur la rotule du mâtereau et sur le « genou » de l'antenne, travaillant en porte-à-faux firent littéralement exploser ces deux pièces critiques, provoquant un démâtage spectaculaire non sans que le bateau ait au préalable démontré une enviable pointe de vitesse.
Joan de Kat abandonna le principe du gréement Dinaël et récupéra seulement les voiles qu'il gréa sur ses mâts plus classiques soutenant mieux la vergue... ce qui n'empêcha pas le Yo Yang de se désintégrer et de couler au cours de la très dure transat de 1972 .
Monté pour la première fois sur un voilier de croisière à deux mâts, l'Obock , il a fait l'objet de tentatives de commercialisation par différents biais. Il semble que le concept n'ait pas vraiment trouvé preneur.

## Limitations
Les matériaux de l'époque étaient insuffisants pour les efforts engendrés par ce gréement mais il n'est pas exclu qu'avec les progrès des matériaux composites à haute résistance (comme la fibre de carbone) une évolution moderne du gréement Dinaël puisse se révéler viable.